# Districte de Kadur
El districte de Kadur fou una antiga divisió administrativa del Regne de Mysore, avui Karnataka, amb una superfície de 7.286 km². A la part occidental tenia les muntanyes Ghats i al centre la cadena de Baba Budan; els rius principals eren el Tunga, el Bhadra, el Gaurihalla, i el Avati o Vedavati. La capital era Chikmugalur
La població era: 310.176 (1871), 293.822 (1881), 332.025 (1891), 362.750 (1901). La immensa majoria eren hindús. les ciutats eren 10 i els pobles 1.352, sent les municipalitat vuit (Chikmugalur, Tarikere, Birur, Kadur, Vedehalli, Mudgere, Koppa i Sringeri). Estava dividit cinc talukes i un jagir:
Kadur, Chikimigalur, Mudgere, Koppa, Tarikere, Sringeri (jagir) dins la taluka de Koppa
La taluka de Kadur tenia una superfície de 1.479 km² i una població (1901) de 80.904, sent les ciutats principals Birur (5.701 habitants), Kadur (la capital de la taluka amb 3.881 habitants) i Sakkarepatna, i hi havia a més a més 317 pobles.

## Història
La zona occidental fou domini dels kadambes i la resta de la Dinastia Ganga Occidental; al segle viii el regne Santara es va establir a Pomburchcha o Humcha al districte de Shimoga; els santares van estendre el seu domini cap al sud fins a Kalasa en aquest districte i posteriorment van fer capital Sisila o Sisugali al peu dels Ghats; eventualment la seva capital fou a Karkala a Kanara del sud; després es van sotmetre als chalukyes. Mentre, al segle XI els hoysala es van presentar a la zona des de la seva capital Sosevur avui Angadi i van dominar la regió del segle XII fins al XIV, quan foren eliminats per les invasions musulmanes des del nord. Sota el regne de Vijayanagar van esdevenir Lingayats, i foren coneguts com a Bhairarasa Wodeyars. A la caiguda de Vijayanagar el 1565, el caps Keladi de Bednur van esdevenir independents de facto; el segle XVII Sivappa Naik de Bednur va assolar diverses zones del districte però se li va oposar el regne de Mysore i el 1694 es va signar un tractat entre els dos poders i la major part de la regió va quedar en mans de Mysore. Haidar Ali va conquerir Bednur el 1763 i va completar la tasca.
A la part oriental, a Tarikere, hi havia una nissaga de caps feudataris que havien estat expulsats de Basavapatna per les forces de Bijapur durant el segle XVII i van reconèixer a Mysore. El 1830 va esclatar una revolta al territori Nagar i el cap de Tarikere fou un dels primers de fugir de Mysore i unir-se als rebels; però finalment això va suposar el final d'aquest feu.
El districte de Kadur fou organitzat regularment dins Mysore el 1863, però el 1865 la capital es va traslladar a Chikmugalur. Posteriorment el districte va agafar el nom de la nova capital (Districte de Chikmugalur), que encara conserva.

## Llocs destacats
El temple d'Amritesvara prop de Tarikere, del segle XII i obra dels hoysales, és un dels monuments principals de la zona. Hi ha també ruïnes jainistes a Sosevur o Angadi, lloc d'origen dels hoysales i el temple de Vidyasankara a Sringeri en estil de Vijayanagar.